# ادبیات متعهد
تعهد ادبی یا ادبیات متعهد (به فرانسوی: littérature engagée‎) به رویکرد نویسنده‌ای (شاعر، رمان‌نویس، نمایشنامه‌نویس و …) اشاره دارد که چه از طریق آثار خود چه از طریق مداخله مستقیم در امور عمومی و اجتماعی به‌عنوان «روشنفکر»، از یک دیدگاه اخلاقی، سیاسی، اجتماعی یا مذهبی دفاع می‌کند. این مفهوم خصوصاً توسط ژان پل سارتر (از جمله در کتاب ادبیات چیست؟) در سال‌های پس از جنگ جهانی دوم ترویج شد.